# Beast of Burden
Beast Of Burden / When The Whip Comes Down je druhý singl k albu Some Girls rockové skupiny The Rolling Stones. Tento singl v Evropě nevyšel, píseň Beast Of Burden byla nahrazena písní Respectable. Obě písně byly natočeny v rozmezí let 1977–1978 ve studiích Pathé Marconi v Boulougne-Billancourt nedaleko Paříže.
Singl vyšel 15. 8. 1978 a v USA se umístil na 8. pozici. Obě písně vyšly na albu Some Girls, Beast Of Burden byla ovšem zkrácena. Autory obou skladeb jsou Mick Jagger a Keith Richards.

## Seznam písní
A: "Beast Of Burden (single edit)" (Jagger / Richards) - 3:26

B: "When The Whip Comes Down" (Jagger / Richards) - 4:20